# Пауна
Пауна (исп. Pauna) — город и муниципалитет в центральной части Колумбии, на территории департамента Бояка. Входит в состав Западной провинции.

## История
Поселение, из которого позднее вырос город, было основано в 1776 году. Муниципалитет Пауна был выделен в отдельную административную единицу в 1842 году.

## Географическое положение

Муниципалитет Пауна

Город расположен в западной части департамента, в гористой местности Восточной Кордильеры, на расстоянии приблизительно 68 километров к западу-северо-западу (WNW) от города Тунха, административного центра департамента. Абсолютная высота — 1532 метра над уровнем моря.
Муниципалитет Пауна граничит на востоке с территориями муниципалитетов Брисеньо и Тунунгуа, на юго-востоке — с муниципалитетом Кальдас, на юге — с муниципалитетом Марипи, на юго-западе — с муниципалитетом Сан-Пабло-де-Борбур, на северо-западе — с муниципалитетом Отанче, на севере и северо-востоке — с территорией департамента Сантандер. Площадь муниципалитета составляет 259 км².

## Население
По данным Национального административного департамента статистики Колумбии, совокупная численность населения города и муниципалитета в 2015 году составляла 10 778 человек.
Динамика численности населения муниципалитета по годам:
| 2005   | 2006   | 2007   | 2008   | 2009   | 2010   | 2011   | 2012   | 2013   | 2014   | 2015   |
| ------ | ------ | ------ | ------ | ------ | ------ | ------ | ------ | ------ | ------ | ------ |
| 10 338 | 10 403 | 10 463 | 10 519 | 10 570 | 10 616 | 10 658 | 10 695 | 10 727 | 10 755 | 10 778 |

Согласно данным переписи 2005 года мужчины составляли 53,6 % от населения Пауны, женщины — соответственно 46,4 %. В расовом отношении белые и метисы составляли 92,2 % от населения города; негры, мулаты и райсальцы — 7,8 %.
Уровень грамотности среди всего населения составлял 77,2 %.

## Экономика
Основу экономики Пауны составляют сельское хозяйство, лесозаготовка, рыболовство и добыча полезных ископаемых.

71,2 % от общего числа городских и муниципальных предприятий составляют предприятия торговой сферы, 20,5 % — предприятия сферы обслуживания, 7,9 % — промышленные предприятия, 0,4 % — предприятия иных отраслей экономики.

## Транспорт
Через город проходит национальное шоссе № 60 (исп. Ruta Nacional 60).